# Macrosiphum echinocysti
Macrosiphum echinocysti är en insektsart. Macrosiphum echinocysti ingår i släktet Macrosiphum och familjen långrörsbladlöss. Inga underarter finns listade i Catalogue of Life.